# Ophioplexa condita
Ophioplexa condita is een slangster uit de familie Ophiomyxidae.
De wetenschappelijke naam van de soort werd in 2010 gepubliceerd door A. Martynov.